# Sitiadi
Sitiadi is een bestuurslaag in het regentschap Kebumen van de provincie Midden-Java, Indonesië. Sitiadi telt 3282 inwoners (volkstelling 2010).